# Варварські королівства

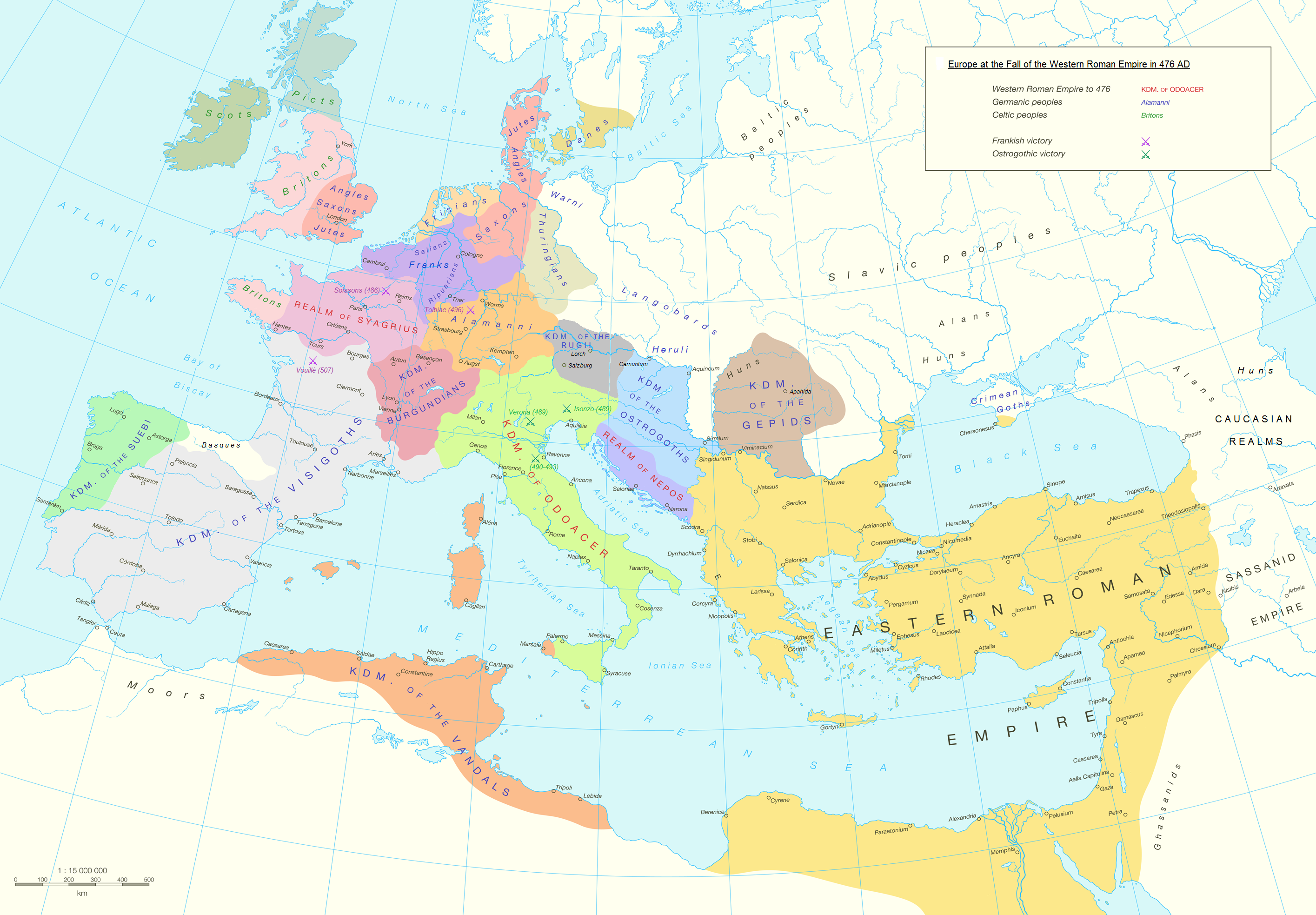
Європа та Близький Схід у 476 році нашої ери

Варварські королівства — держави, створені на території Західної Римської імперії в умовах її розпаду в V столітті. Ці королівства засновувались народами (переважно — германськими), які до моменту вторгнення мешкали за межами Римської імперії і які самі римляни узагальнено та зневажливо називали «варварами».
Влада у «Варварських королівствах» належала ватажкам «варварських» племен які проголошували себе самостійними володарями — королями. Озброєні одноплемінники володаря становили його військо і селилися на землях, що їм надавав король. Жили германці за своїми старовинними звичаями, і лише згодом ці звичаї були записані. Так з'явилися збірки законів, які історики називають «варварськими правдами».
Після заснування новоутворених варварських королівств, більшість їх населення продовжували складати колишні римські громадяни. Вони розмовляли не завжди зрозумілою для германців латиною, жили за законами часів імперії і належали до «ортодоксальної» християнської церкви, яку очолював Папа Римський, тоді як «варвари» здебільшого були аріанами. Франки чи не єдині з варварів прийняли християнство в його «ортодоксальній», римській версії і часто використовували різницю у віросповіданні з іншими германськими племенами як привід для воєн. Внаслідок зовнішньополітичного розрахунку поступово королі варварських держав відмовлялися від аріанства і переходили до ортодоксального католицизму. Частину аріанських держав було знищено разом із їхньою церквою візантійцями в часи Юстиніана. Так сталося з Остготським королівством в Італії, та Королівством вандалів у Північній Африці.
З-поміж колишніх римлян, які стали «підлеглими» новоутворених варварських королівств були люди різних статків — і бідняки, які ледве зводили кінці з кінцями, і магнати, що іноді мали одразу по кілька маєтків у різних провінціях та чимало рабів. Тримати невільників у покорі в неспокійний час було складно, тому рабам зазвичай дозволяли заводити своє господарство. А найчастіше землю обробляли вільні селяни, які віддавали землевласникам частину вирощеного врожаю. Магнатами, однак, були не лише колишні римляни. Королі щедро роздавали маєтки «варварській» знаті та своїм дружинникам.
Характерною рисою, спільною для всіх цих ранньосередньовічних варварських королівств, була внутрішня нестабільність, що випливає із відсутності в той час усталеного правила престолонаслідування — сини короля, в принципі, мали пріоритетне право на престол, але знать цілком могла запропонувати іншу, власну кандидатуру. Чвари між членами королівської сім'ї, між королем і його васалами, суперечки між претендентами на престол були звичайною справою, дуже багато королів померли насильницькою смертю. Кордони варварських королівств були також нестабільні, столиці часто змінювали свої місця розташування. Для внутрішнього устрою були характерні общинно-племінна організація у вигляді територіальної громади вільних землевласників, народні збори і військові ополчення.
Державність варварських королівств розвивалася під впливом римської політичної системи, римського права і за участю посадових осіб, які отримали римську освіту. Здебільшого варварські королівства були дуже нестійкими та недовговічними. До моменту оголошення у 800 році короля франків Карла Великого імператором (подія, яка зазвичай розглядається як кінець епохи варварських королівств), з великої та різноманітної варварських королівств збереглось лише одне Франкське королівство.

## Найбільш відомі варварські королівства
Свевське королівство. Свеви осіли в північно-західній частині Піренейського півострова в 409 році. Роль їх держави у політичних процесах в регіоні була мінімальною в порівнянні з роллю інших варварських королівств. У 585 році їх королівство було завойовано вестготами.
Перше Бургундське королівство. У 413 році бургунди були визнані імператором Гонорієм федератами і отримали місце для поселення на лівому березі Рейна в районі Вормса. В 437 році гуни спустошили їх державу, бургундський король був убитий, а залишок бургундського народу в 443 році був переселений римським полководцем Аецієм південніше в Савою, на береги Рони. Найбільшого розвитку держава досягла до 485 році. У 534 році Бургундське королівство було завойовано франками і стало однією з частин Франкської держави.
Вестготське королівство. Виникло в 418 році внаслідок союзного договору, укладеного вестготським королем Валліей з імператором Гонорієм, що виділив вестготам на правах федератів землі від передгір'я Піренеїв на півдні до річки Луари на півночі. Найвищого розвитку досягло у другій половині V століття. Припинило своє існування в 718 році, коли було завойовроано арабами. Воно проіснувало довше за всіх інших варварських королівств і домоглося найбільшої могутності.
Королівство вандалів і аланів. У 429 році вандали і алани, тікаючи від вестготів, покинули Іберію і через Гібралтар перебралися в Північну Африку. До 435 року вандали встановили своє панування над значною частиною римської Північної Африки. У 435 році з римлянами було укладено мир, вандали і алани отримали статус федератів. У 439 році вандали порушили договір і захопили Карфаген, а в 455 році розграбували Рим. Королівство вандалів було завойовано Візантією в 534 році.
Франкське королівство. Було засновано королем Хлодвигом I в 481 році і протягом трьох століть стало найпотужнішою державою Західної Європи.
Остготське королівство. У 488 році імператор Флавій Зенон уклав з остготським королем Теодоріхом угоду, згідно з якою Теодоріх у разі перемоги над Одоакром ставав правителем Італії як представник імператора. В 493 році цілі угоди були досягнуті. У 555 році при імператорі Юстиніані I італійське королівство остготів  завоювала Візантія за допомогою лангобардів, які заснували на місці знищенного Остготського королівства власне, Лангобардське королівство.
Англосаксонські королівства в Британії. До середини V ст. Британія була завойована германськими племенами англів, саксів, ютів і фризів. У VI столітті на території Британії виникло сім королівств, які поступово об'єднувалися в одну державу.
Лангобардське королівство. Останнє в історії за часом як виникнення, так і припинення свого існування варварське королівство. У 566 році лангобарди увірвалися в Північну Італію. До середини VIII століття королівство лангобардів займало майже весь Апеннінський півострів, Істрію, Корсику. У 774 році було завойоване Карлом Великим.
Деякі дослідники зараховують до варварських королівств також «королівство» Одоакра — державно-політичний режим, який встановився в Італії після перевороту Одоакра в 476 році. Сам Одоакр належав до германського племені ругів.